# BTS World (colonna sonora)
BTS World: Original Soundtrack è un album del gruppo musicale sudcoreano BTS e artisti vari, colonna sonora del videogioco BTS World, pubblicato il 28 giugno 2019.

## Descrizione
Il disco è stato annunciato il 10 giugno 2019 tramite le reti sociali del gruppo, tre giorni dopo l'uscita del primo singolo estratto, Dream Glow, una collaborazione di Jin, Jimin e Jung Kook con Charli XCX. Il 14 giugno è stato pubblicato il secondo estratto, A Brand New Day, che vede V e J-Hope cantare con Zara Larsson. Un terzo e ultimo singolo, All Night, eseguito da RM e Suga in collaborazione con Juice Wrld, è uscito il 21 giugno.
La colonna sonora è composta da quattordici canzoni, ovverosia i tre estratti, le musiche di sottofondo e sette character song. Le tracce dalla 12 alla 14 sono però disponibili solo in formato digitale. Per l'apripista Heartbeat, un pezzo pop rock che parla del destino, è uscito il video musicale, un montaggio di scene ispirate alla modalità "Un'altra storia" del videogioco, in contemporanea con la pubblicazione del disco. Dream Glow è una versione riveduta di un inedito di Charli XCX intitolato Glow, sul potenziale ancora da realizzare dei sogni; A Brand New Day, la cui base strumentale contiene il suono prominente del daegeum, un flauto di bambù coreano, è una canzone elettrorap, mentre All Night appartiene all'hip hop anni Novanta.

## Tracce
1. BTS – Heartbeat – 4:13 (Jordan "DJ Swivel" Young, Coyle Girelli, Supreme Boi, "Hitman" Bang, RM, Lee Hyun)
2. Jin, Jimin e Jung Kook – Dream Glow (feat. Charli XCX) – 3:07 (Tor Hermansen, Mikkel Eriksen, Charli XCX, Ryn Weaver, Bobby)
3. J-Hope e V – A Brand New Day (feat. Zara Larsson) – 3:25 (Alexander George Edward Crossan, Scott Quinn, Max Wolfgang, Zara Larsson, Yoon Guitar, J-Hope)
4. RM e Suga – All Night (feat. Juice Wrld) – 3:37 (Powers Pleasant, Marric Antonio Strobert, RM, Suga, Juice Wrld)
5. AA.VV. – Captain (Namjun Theme) – 3:19 (musica: Kang Min-guk, Brandon Jung)
6. AA.VV. – Cake Waltz (Jimin Theme) – 3:44 (musica: Kang Min-guk, Lim Hyun-ji)
7. AA.VV. – Shine (Yunki Theme) – 3:52 (musica: Brandon Jung)
8. AA.VV. – Not Alone (Jeongguk Theme) – 3:45 (musica: Kang Min-guk, Lim Hyun-ji)
9. AA.VV. – Friends (Hoseok Theme) – 3:30 (musica: Brandon Jung)
10. AA.VV. – Wish (Seok Jin Theme) – 3:57 (musica: Kang Min-guk)
11. AA.VV. – Flying (Taehyung Theme) – 3:35 (musica: Skylar Nam)

Tracce aggiuntive disponibili solo nell'album digitale:
1. Okdal – LaLaLa – 3:11 (Kang Min-guk, Jung Ji-chan)
2. Lee Hyun – You Are Here – 3:36 (Kang Min-guk, Jung Ji-chan)
3. AA.VV. – You Are Here (versione orchestra, strumentale) – 3:36 (musica: Kang Min-guk, Jung Ji-chan)

## Formazione
Crediti tratti dalle note di copertina dell'album.
Gruppo
- Jin – voce (tracce 1-2)
- Suga – rap (tracce 1, 4), scrittura (traccia 4), gang vocal (traccia 3)
- J-Hope – rap (tracce 1, 3), scrittura (traccia 3), gang vocal (traccia 3)
- RM – rap (tracce 1, 4), scrittura (tracce 1, 4), gang vocal (traccia 3), ritornello (traccia 4), arrangiamento voci e rap (traccia 4), registrazione (traccia 4)
- Jimin – voce (tracce 1-2)
- V – voce (tracce 1, 3)
- Jung Kook – voce (tracce 1-2), ritornello (traccia 1), voce aggiuntiva (traccia 2)

Altri musicisti
- Charli XCX – voce aggiuntiva (traccia 2), scrittura (traccia 2)
- Juice Wrld – voce ospite (traccia 4), scrittura (traccia 4)
- Zara Larsson – voce aggiuntiva (traccia 3), scrittura (traccia 3)
- Lee Hyun – scrittura (traccia 1), voce (traccia 13)
- Okdal – voce (traccia 12)

Produzione
- Adora – editing digitale (tracce 1, 3), ritornello (traccia 3), registrazione (traccia 3)
- "Hitman" Bang – scrittura (traccia 1)
- Bobby – scrittura (traccia 2)
- Alexander Crossan – scrittura (traccia 3), sintetizzatore (traccia 3)
- Brendan Decora – registrazione spartiti
- Scott Desmarais – assistenza al missaggio (traccia 2)
- El Capitxn – editing digitale (traccia 4)
- Mikkel S. Eriksen – scrittura (traccia 2), tutti gli strumenti (traccia 2), registrazione (traccia 2)
- Alex Estevez – assistenza alla registrazione (traccia 2)
- Robin Florent – assistenza al missaggio (traccia 2)
- Chris Galland – missaggio (traccia 2)
- Coyle Girelli – scrittura (traccia 1) , chitarra (traccia 1)
- Chandler Harrob – registrazione spartiti
- Tor Erik Hermansen – scrittura (traccia 2), tutti gli strumenti (traccia 2)
- Hiss Noise – editing digitale (traccia 2), gang vocal (traccia 3)
- Hwang Byung-joon – missaggio spartiti
- Jeremie Inhaber – assistenza al missaggio (traccia 2)
- IYP Orchestra – archi
- Brandon Jung – musica (tracce 5, 7, 9), co-produzione musicale spartiti, composizione, arrangiamenti, registrazione
- Jung Ji-chan – scrittura (tracce 12-14)
- Sean Kline – registrazione (traccia 2)
- Chang W Kang – produzione spartiti
- Kang Min-guk – musica (tracce 5-6, 8, 10, 12-14), produzione spartiti e direzione musicale, composizione, arrangiamenti
- Richard Kang – produzione spartiti
- Ken Lewis – missaggio (traccia 4)
- Lexxx – missaggio (traccia 3)
- Lim Hyun-ji – musica (tracce 6, 8), composizione spartiti
- Max Lord – registrazione (traccia 4)
- Manny Marroquin – missaggio (traccia 2)
- Randy Merrill – mastering (tracce 1-3)
- Mura Masa – produzione (traccia 3)
- Skylar Nam – musica (traccia 11)
- Park In-young – arrangiamenti spartiti, direzione archi
- Pdogg – arrangiamento voci (tracce 1-4), arrangiamento rap (tracce 1, 3-4), editing digitale (traccia 1), registrazione (tracce 1-4), gang vocal (traccia 3)
- Powers Pleasant – produzione (traccia 4), scrittura (traccia 4)
- Scott Quinn – scrittura (traccia 3), ritornello (traccia 3)
- Dennis Sands – missaggio spartiti
- Slow Rabbit – editing digitale (traccia 1)
- Ryan Smith – mastering (traccia 4)
- Stargate – produzione (traccia 2)
- Marric Antonio Strobert – scrittura (traccia 4), tastiera (traccia 4), sintetizzatore (traccia 4)
- Patricia Sullivan – mastering spartiti
- Ryan Summer – arrangiamento voci (traccia 3), registrazione (traccia 3)
- Supreme Boi – scrittura (traccia 1)
- Thomas Warren – registrazione (traccia 2)
- Dave Way – missaggio spartiti
- Ryn Weaver – scrittura (traccia 2)
- Max Wolfgang – scrittura (traccia 3)
- Yoon Guitar – scrittura (traccia 3)
- Jordan "DJ Swivel" Young – produzione (traccia 1) , scrittura (traccia 1) , batteria (traccia 1) , tastiera (traccia 1) , registrazione (traccia 1) , missaggio (traccia 1)

## Successo commerciale
| Recensione | Giudizio |
| ---------- | -------- |
| AllMusic   |          |
| Pitchfork  | 4,6/10   |

L'album ha venduto 498.455 copie in Corea durante il mese di giugno, sostituendo Gyeo-ul yeon-ga, che deteneva il record dal 2002 con 402.864 copie, come colonna sonora più venduta di sempre nel Paese.
Negli Stati Uniti ha esordito alla sesta posizione della Billboard Top Soundtracks Chart, con 10.000 unità equivalenti all'album, di cui 3.000 copie fisiche.

## Classifiche

### Classifiche settimanali
| Classifica (2019-20)     | Posizione massima |
| ------------------------ | ----------------- |
| Argentina                | 15                |
| Australia                | 55                |
| Austria                  | 16                |
| Belgio (Fiandre)         | 19                |
| Belgio (Vallonia)        | 48                |
| Canada                   | 58                |
| Corea del Sud            | 1                 |
| Danimarca                | 37                |
| Finlandia                | 16                |
| Francia                  | 16                |
| Germania                 | 7                 |
| Giappone                 | 4                 |
| Italia                   | 38                |
| Lituania                 | 8                 |
| Messico                  | 23                |
| Nuova Zelanda            | 16                |
| Paesi Bassi              | 24                |
| Polonia                  | 2                 |
| Spagna                   | 1                 |
| Stati Uniti              | 26                |
| Stati Uniti (soundtrack) | 2                 |
| Svizzera                 | 6                 |
| Ungheria                 | 9                 |

### Classifiche di fine anno
| Classifica (2019) | Posizione |
| ----------------- | --------- |
| Bulgaria          | 9         |
| Corea del Sud     | 5         |
| Ungheria          | 89        |